# Siobhan Chamberlain
Pour les articles homonymes, voir Chamberlain.
Siobhan Rebecca Chamberlain (née le 15 août 1983) est une joueuse de football anglaise. Elle joue actuellement pour Manchester United et pour l'équipe d'Angleterre de football féminin. Chamberlain joue habituellement au poste de gardienne de but.

## Palmarès

### Récompenses individuelles
- 2013-14-  Membre de l'équipe type de WSL